# YBCエキサイトナイター
YBCエキサイトナイター（ワイビーシーエキサイトナイター）は、日本プロ野球（NPB）のレギュラーシーズン中（基本として4 - 9月）に山形放送ラジオ（YBCラジオ）で放送するNPB公式戦のナイトゲーム中継である。

## 放送データ

### 現在
2019年以降
- 水 - 金：18:40 - 21:00（延長なし）

### 過去
1995年 - 1999年
- 月・火：18:25 - 21:00（最大延長22:20まで、月曜のオンエアは1997年頃まで不定期実施）
- 水 - 金：18:30 - 21:00（最大延長22:20まで）
- 土：18:10 - 21:00（最大延長21:50まで）
- 日：18:15 - 21:00（最大延長21:50まで）

2000年 - 2002年
- 火 - 金：18:25 - 21:00（最大延長21:55まで）
- 土・日：18:10 - 21:00（最大延長21:55まで）

2003年・2004年
- 火 - 金：18:20 - 20:00（最大延長21:55まで）
- 土・日：18:10 - 21:00（最大延長21:55まで）

2005年
- 火 - 金：18:30 - 21:00（最大延長21:55まで）
- 土・日：18:10 - 21:00（最大延長22:00まで）

2006年
- 火 - 金：18:30 - 21:00（最大延長21:55まで）
- 土：18:25 - 21:00（最大延長22:00まで）
- 日：18:10 - 21:00（最大延長22:00まで）

2007年
- 火 - 金：18:30 - 21:00（最大延長21:55まで）
- 土・日：18:10 - 21:00（最大延長22:00まで）

2008年
- 火 - 金：18:28 - 21:00（最大延長21:55まで）
- 土・日：18:10 - 21:00（最大延長22:00まで）

2009年
- 火 - 金：18:28 - 21:00（最大延長21:55まで）
- 土・日：18:00 - 21:00（最大延長22:00まで）

2010年・2011年
- 火 - 金：18:28 - 21:00（最大延長21:45まで）
- 土：18:10 - 21:00（最大延長22:00まで）

2012年 - 2016年
- 火 - 金：18:28 - 21:00（最大延長21:45まで）

2017年
- 火 - 金：18:10 - 21:00（最大延長21:45まで）

2018年
- 水 - 金：18:10 - 21:00（最大延長21:45まで）

### 放送ネット内容
日本シリーズについては、基本的に放送しない（NHKラジオの中継放送が山形県でも聴取できる為だと思われる）が、2003年頃までは一時中継枠を編成していた。

#### 現在（2018年以降）
- NRNナイター（キー局：ニッポン放送）をネット受け。
  - 2017年まで火曜日のみJRNナイター（キー局：TBSラジオ）を同時ネットで放送していたが、TBSラジオが同年の日本シリーズを最後にプロ野球中継業務から撤退したことに伴って、火曜日の中継枠を廃止。廃枠後2024年度までは、月・火曜日の18:30 - 21:00をTBSラジオ制作の生ワイド番組（2023年まで『アフター6ジャンクション』、2024年は『荻上チキ・Session』）の同時ネット枠に充てたうえで、残りの時間帯を自主編成に切り替えていた。2025年度は18時台を自主編成とし、19時台に『Session』、20時台に『アフター6ジャンクション2』のそれぞれ同時ネットを行う編成に変更。なお、山形県内で楽天主催試合が開催される場合は、TBCパワフルベースボールのネット受けで放送する[1]。
  - ちなみに、TBSラジオでは長らく、NPB公式戦中継のタイトルに『エキサイトナイター』を入れていた。中継業務からの撤退時点のタイトルは『エキサイトベースボール』だったが、山形放送では『エキサイトナイター』というタイトルで、引き続きNRNナイターを放送する。
  - 2019年より21:00で打ち切りとなった。

#### 過去
（2004年以前）
- それまでは読売ジャイアンツ戦のホームゲームを中心にオンエアしていた（プロ野球再編問題 (2004年)の期間まで）。
- 火・土・日曜日は、JRNナイター（キー局：TBSラジオ）をネット受け。
- 水・木・金曜日は、NRNナイター（キー局：ニッポン放送）をネット受け。
- 月曜日は1997年頃まで、RF制作の「ラジオ日本ジャイアンツナイター」をネット受けしていたこともあった。
- 詳細については、山形放送#概要の記事も参照のこと。

（2005 - 2013年）
- この年より、それまでのジャイアンツ戦に加え、東北楽天ゴールデンイーグルスのホームゲームの一部も放送するようになった。
- 火・水曜日にイーグルスのホームゲームがある場合：東北放送のTBCパワフルベースボール（2010年に「TBCイーグルスナイター」から改題）をネット受け（地方開催試合でもホームゲームであればネット受けする。このため2013年には東京ドームで開催の楽天主催ゲームをネット受けして山形で開催の巨人主催ゲームを放送しないというねじれが発生した）。2014年からは東北放送からのネット受けはなくなった。
- 土・日（両日とも2009年まで）と、楽天のホームゲームがない火曜日：JRNナイターをネット受け。
- 木・金と、イーグルスのホームゲームがない水曜日：NRNナイターをネット受け。
- 2010年から、JRNナイターが土・日曜日の放送から撤退したため、土曜日はNRNナイター（キー局：文化放送）にネットチェンジ。日曜日の放送は無くなった。
- 2012年からは、土曜日の放送が無くなった。

（2014 - 2017年）
- 前年まで行われていたイーグルスのホームゲームのネット受けを廃止し、ジャイアンツ戦を中心とした中継に戻った（イーグルスのホームゲームが山形県内で開催されていたとしても、差し替えは行わない。ただし、イーグルスのホームゲームが全国放送カードになった場合は、そのままネットする。ちなみに山形開催の試合自体にはYBCと山形新聞が協賛しているが、2014年の場合、テレビではYBCと同じく山形新聞と資本関係があるテレビユー山形が放送した。またYBCテレビでは別途ミヤギテレビからのネット受けでデーゲームを放送した）。
- 火曜日：JRNナイターをネット受け。
- 水・木・金曜日：NRNナイターをネット受け。

### 制作担当局（2017年）
| 地域（球団）／曜日         | 火        | 水  | 木  | 金  |
| 基本系列                   | JRN       | NRN | NRN | NRN |
| 北海道（日）               | HBC       | STV | STV | STV |
| 宮城（楽）                 | TBC       | TBC | TBC | TBC |
| 関東（巨・ヤ・横・西・ロ） | TBS（RF） | LF  | LF  | LF  |
| 東海（中）                 | CBC       | SF  | SF  | SF  |
| 近畿（神・オ）             | ABC       | MBS | MBS | ABC |
| 広島（広）                 | RCC       | RCC | RCC | RCC |
| 福岡（ソ）                 | RKB       | KBC | KBC | KBC |
| -------------------------- | --------- | --- | --- | --- |

1. ↑  JRN（TBSラジオ）ネットの時はヤクルト主催ゲームの中継はできない（日本シリーズおよび本拠地球場開催のオールスターゲームを除く）。

### その他
2009年からは、Jリーグ1部に昇格したモンテディオ山形のホームゲーム中継に差し替えの場合がある。
過去の差し替え放送実績
- 2009年7月4日　モンテディオ山形 vs 浦和レッズ
- 2010年7月17日　モンテディオ山形 vs ベガルタ仙台（東北放送にもネット。東北放送は仙台側のベンチリポーターを派遣）

なお、モンテディオ山形のホームゲーム中継はFM山形でも不定期で行われている。FM山形ではJ2時代から中継が行われており、ワッキー貝山やロジャー大葉といった仙台で活躍中のDJが実況する。

### CM開けのジングル
過去
- ♪（男女歌手によるコーラスで）「YBC～エキサ～イト ナイター～」（放送開始から2004年度まで）

（YBC佐伯敏光アナウンサーの声で）
- Aパート.「迫力のスタジアム。YBCラジオ918、エキサイトナイター！」
- Bパート.「ドラマチックベースボール。YBCラジオ918、エキサイトナイター！」（2005年度から2008年度まで）

（YBC小坂憲央アナウンサーの声で）
- 「YBC、エキサイトナイター！」（2009年度より2013年度春季まで）

（YBC門田和弘アナウンサーの声で）

- 「YBC、エキサイトナイター！」（2013年度夏季より2020年まで）

## 補足
- 初期番組テーマミュージック曲は、「エル・カピタン ～星条旗よ永遠なれ～」（ジョン・フィリップ・スーザ）だった。現在も「山形県縦断駅伝競走大会」のラジオ中継で使われるときがある。ちなみに、同曲は「文化放送ホームランナイター」のかつてのテーマ音楽でもあった。また、TBSテレビ『Nスタ』の初期スポーツコーナー「こちら運動部」（現：Nスポ）でも同曲のアレンジ版がバックに掛かっていた。